# The Butler
The Butler är en amerikansk biografisk dramafilm från 2013.
The Butler regisserades av Lee Daniels. Forest Whitaker spelar huvudrollen. Manuset är skrivet av Danny Strong och är baserat på Eugene Allens liv. Allen arbetade som butler i Vita Huset under 34 år. Filmen hade premiär 16 augusti 2013.

## Roller
- Forest Whitaker – Cecil Gaines
- Oprah Winfrey – Gloria Gaines
- David Oyelowo – Louis Gaines
- Elijah Kelley – Charlie Gaines
- Cuba Gooding, Jr. – Carter Wilson
- Lenny Kravitz – James Holloway
- Terrence Howard – Howard
- Adriane Lenox – Gina
- Vanessa Redgrave – Annabeth Westfall
- Mariah Carey – Hattie Pearl
- Alex Pettyfer – Thomas Westfall
- Yaya DaCosta – Carol Hammie
- Colman Domingo – Freddie Fallows
- Aml Ameen – Cecil som ung
- Clarence Williams III – Maynard

### Verkliga rollfigurer
- Robin Williams – president Dwight D. Eisenhower
- James Marsden – president John F. Kennedy
- Minka Kelly – landets första dam Jackie Kennedy
- Liev Schreiber – president Lyndon B. Johnson
- John Cusack – president Richard Nixon
- Alan Rickman – president Ronald Reagan
- Jane Fonda – landets första dam Nancy Reagan
- Nelsan Ellis – Martin Luther King, Jr.
- Alex Manette – Vita husets stabschef H. R. Haldeman
- Jesse Williams – människorättskämpen James Lawson

## Källhänvisningar
1. 1 2  "The butler / Lee Daniels". SMDb. Läst 28 januari 2015.